# Shōgo Sasaki
Shōgo Sasaki (japanisch 佐々木 翔悟 Sasaki Shōgo; * 25. Juli 2000 in der Präfektur Ibaraki) ist ein japanischer Fußballspieler.

## Karriere
Sasaki erlernte das Fußballspielen in der Jugendmannschaft von Kashima Antlers. Hier unterschrieb er auch 2019 seinen ersten Profivertrag. Der Verein aus Kashima spielte in der ersten japanischen Liga, der J1 League. Im August 2020 lieh ihn Iwate Grulla Morioka aus. Mit dem Klub aus Morioka spielte er in der dritten Liga, der J3 League. Ende der Saison 2021 feierte er mit Iwate die Vizemeisterschaft und den Aufstieg in die zweite Liga. Für Iwate absolvierte er 25 Ligaspiele. Nach Vertragsende bei den Antlers wechselte er am 1. Februar 2022 zum Zweitligisten JEF United Ichihara Chiba. In drei Spielzeiten bestritt er 75 Zweitligaspiele. Im Januar 2025 nahm ihn der Erstligist Gamba Osaka unter Vertrag.

## Erfolge
Iwate Grulla Morioka
- Japanischer Drittligavizemeister: 2021  ▲